# Monterblanc
Monterblanc är en kommun i departementet Morbihan i regionen Bretagne i nordvästra Frankrike. Kommunen ligger i kantonen Elven som tillhör arrondissementet Vannes. År 2022 hade Monterblanc 3 342 invånare.

## Befolkningsutveckling
Antalet invånare i kommunen Monterblanc
| Referens: INSEE |